# 圣米歇尔 (埃罗省)
圣米歇尔（法語：Saint-Michel，法語發音：[sɛ̃ miʃɛl] ⓘ），亦称圣米歇尔达拉茹（法語：Saint-Michel-d'Alajou，法語發音：[sɛ̃ miʃɛl dalaʒu]），是法国埃罗省的一个市镇，位于该省北部，属于洛代沃区。

## 地理
圣米歇尔（43°51'21"N, 3°23'11"E）面积25.4 平方千米，位于法国奧克西塔尼大區埃罗省，该省份为法国南部沿海省份，南濒地中海，西南接奥德省，西北接塔恩省和阿韦龙省，东北与加尔省接壤。
与圣米歇尔接壤的市镇（或旧市镇、城区）包括：维塞克、勒克罗、佩盖罗勒-德莱斯卡莱特、圣埃蒂安德古尔加、圣莫里斯纳瓦塞勒、圣皮埃尔德拉法日、索尔布、拉瓦克里和圣马丹德卡斯特里。

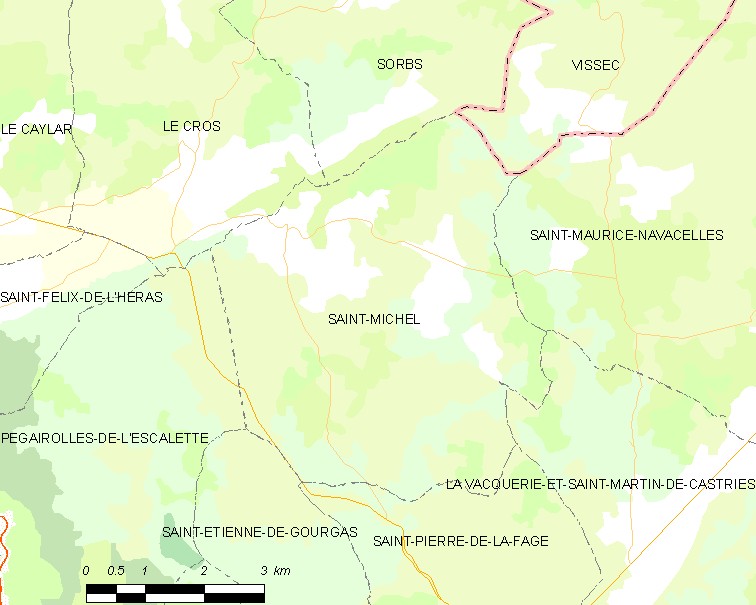
的OSM定位图

圣米歇尔的时区为UTC+01:00、UTC+02:00（夏令时）。

## 行政
圣米歇尔的邮政编码为34520，INSEE市镇编码为34278。

## 政治
圣米歇尔所属的省级选区为洛代沃县。

## 人口

1962-2008年间人口变化图示

圣米歇尔于2022年1月1日时的人口数量为60人。